# Frédérique-Augusta de Nassau-Idstein
Frédérique-Augusta de Nassau-Idstein (en allemand Auguste Friederike Wilhelmine von Nassau-Idstein) est née à Idstein (Allemagne) le 17 août 1699 et meurt à Kirchheimbolanden le 8 juin 1750. Elle est fille du prince Georges-Auguste de Nassau-Idstein (1665-1721) et de Henriette-Dorothée d'Oettingen-Oettingen (1672-1728).

## Mariage et descendance
Le 17 août 1723 elle se marie à Wiesbaden avec Charles-Auguste de Nassau-Weilbourg (1685-1753), fils du prince Jean Ernest de Nassau-Weilbourg (1664-1719) et de Maria Polyxène de Leiningen-Dagsbourg-Hartenbourg (1662-1725). Le mariage a 7 enfants :
- Henriette Marie (1724)
- Henriette Augusta (1726-1757).
- Louise (1727).
- Christine Louise (1728-1732)
- Christine Louise Charlotte (1730-1732)
- Louise (1733-1764), mariée avec le prince Simon-Auguste de Lippe-Dertmold.
- Charles-Christian de Nassau-Weilbourg (1735-1788), prince de Nassau-Weilbourg, marié avec la princesse Caroline d'Orange-Nassau (1743-1787).